# Papilio iswara
Papilio iswara là một loài bướm thuộc họ Bướm phượng (Papilionidae). 
Loài Papilio iswara được mô tả năm 1842 bởi White. Loài bướm Papilio iswara sinh sống ở .

## Hình ảnh

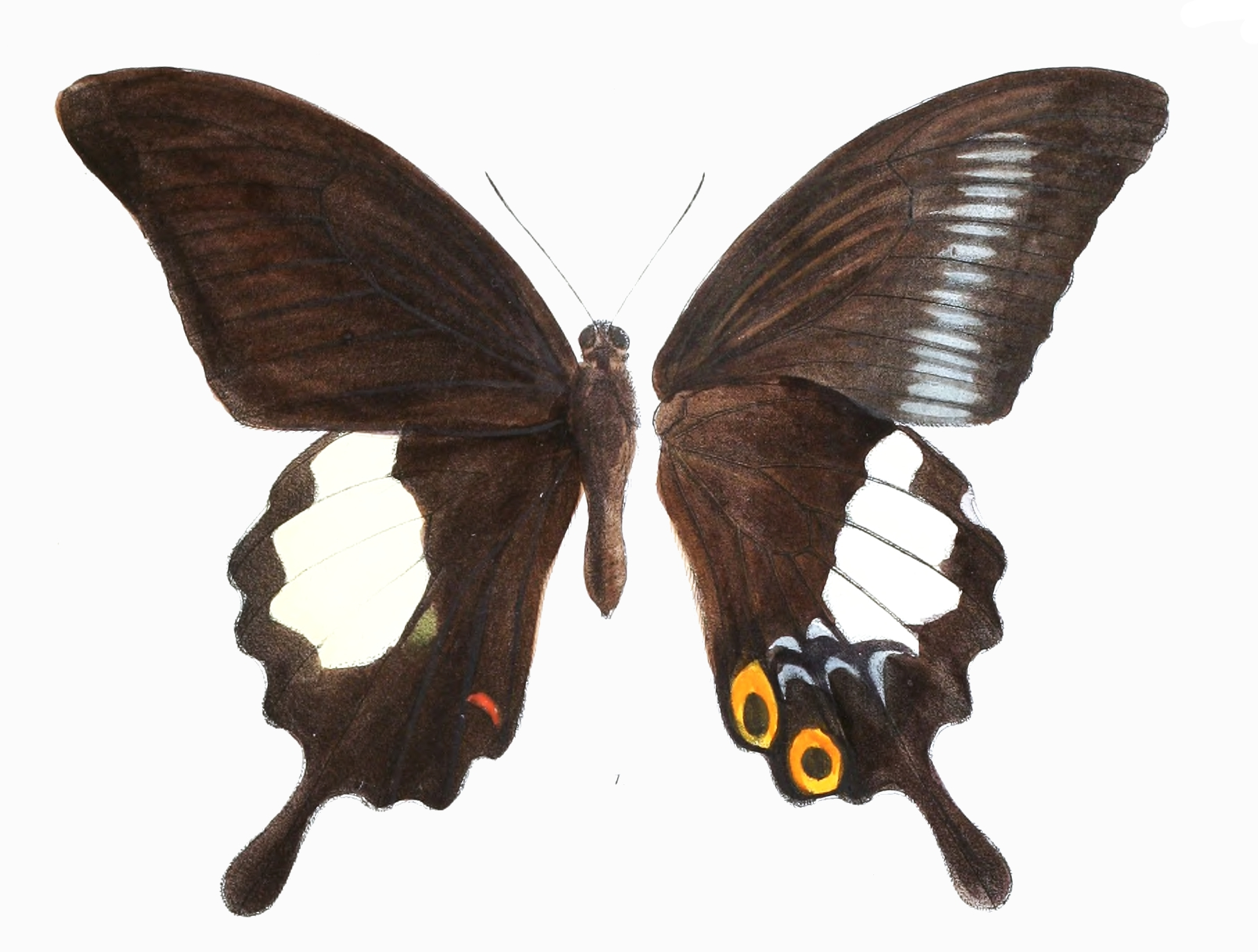
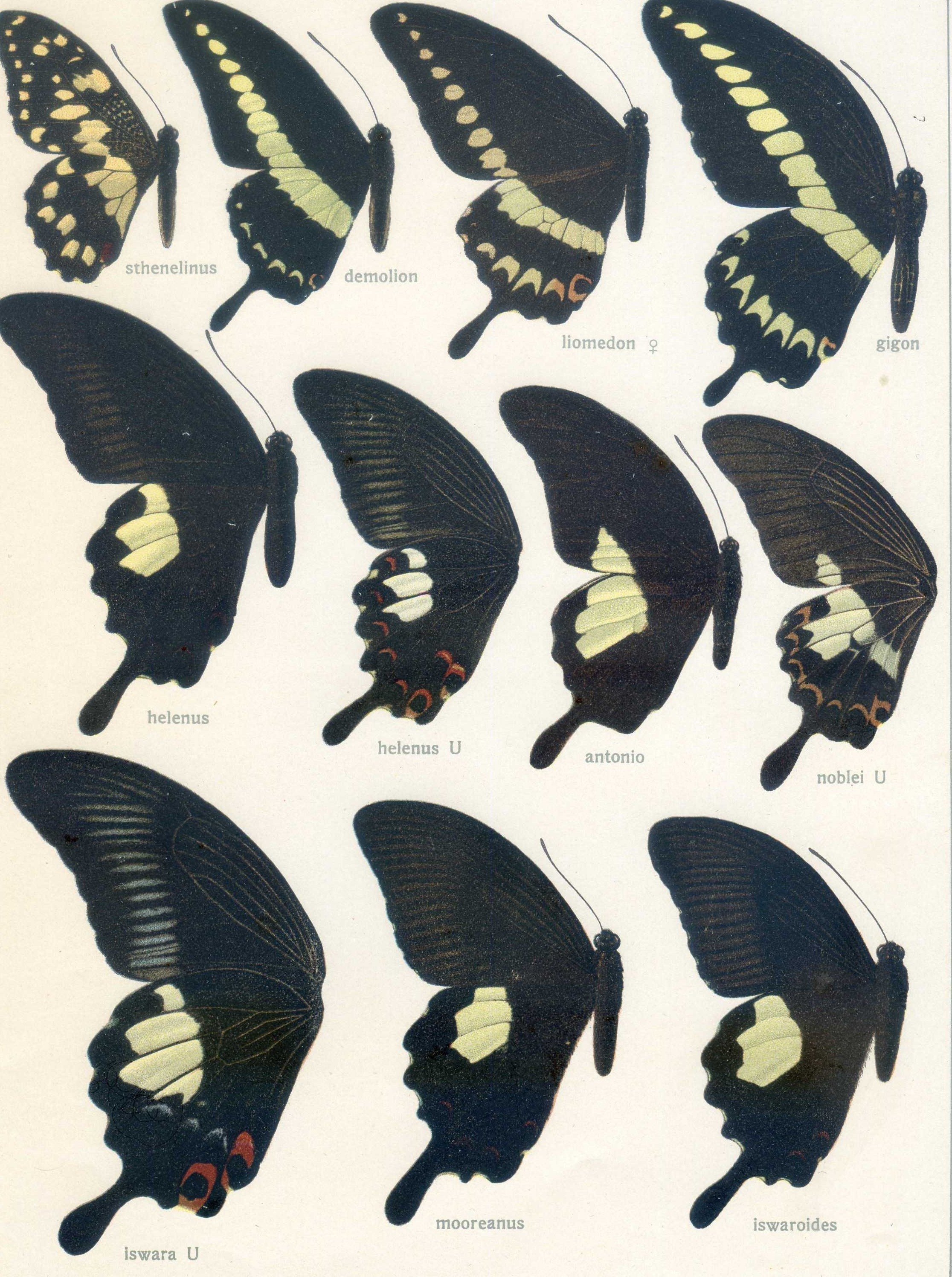